# Perdão de Richard Nixon
O perdão de Richard Nixon foi emitido em 8 de setembro de 1974 pelo presidente Gerald Ford, que concedeu ao seu antecessor um perdão total e incondicional por quaisquer crimes que ele pudesse ter cometido contra os Estados Unidos enquanto presidente - período em que ocorreu o escândalo de Watergate. Em uma transmissão televisiva para a nação, Ford, que tinha assumido a presidência após a renúncia de Nixon, explicou que considerava o perdão como um ato que melhor servia aos interesses do país, e que a situação da família Nixon era "uma tragédia na qual todos nós desempenhamos um papel. Poderia continuar e continuar, ou alguém deve escrever o fim a ela. Concluí que só eu posso fazer isso, e se eu posso, devo".

## Perdão

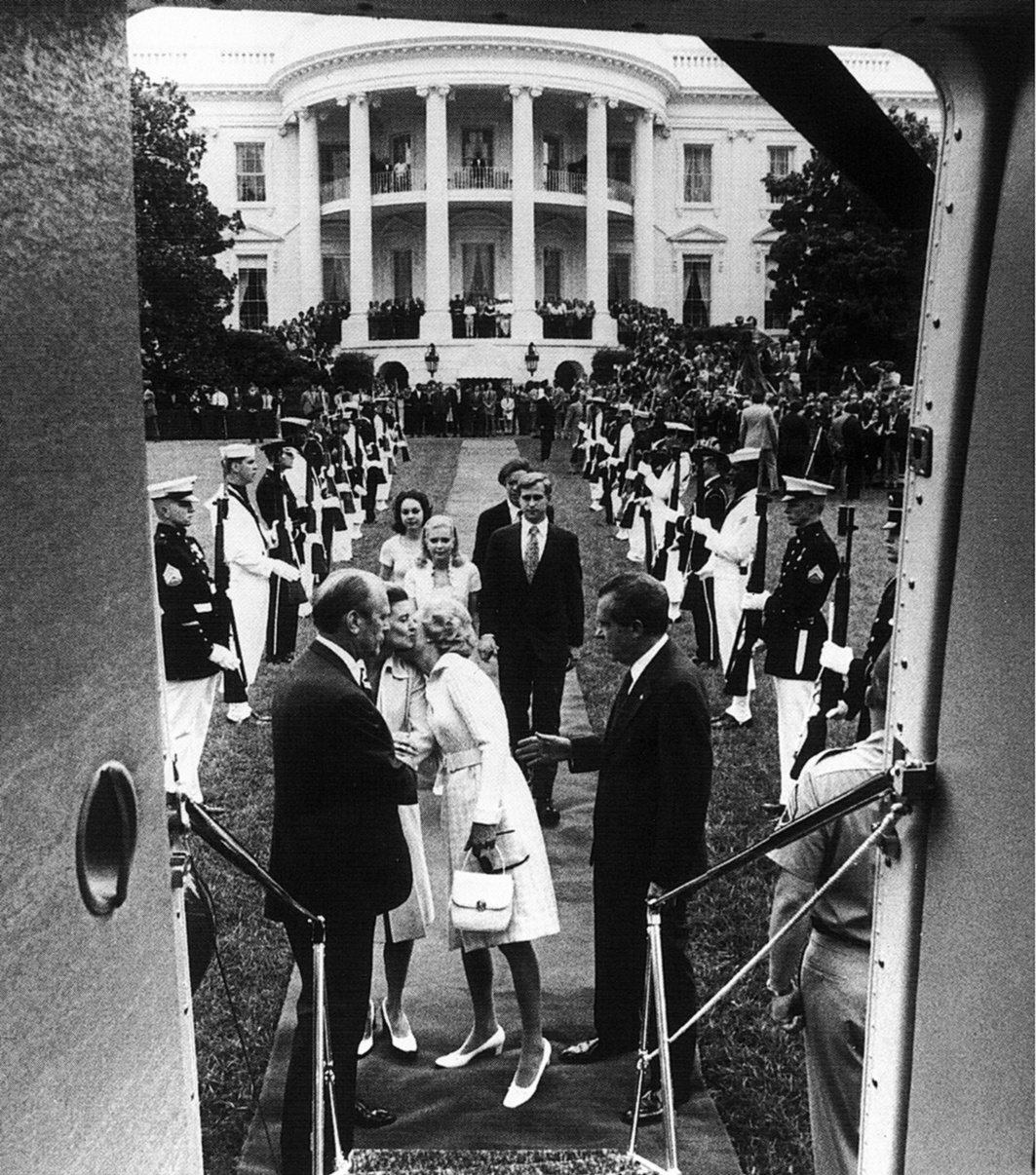
A família Nixon deixa a Casa Branca após a renúncia de Richard Nixon, em 9 de agosto de 1974.

Após a divulgação da fita conhecida como "smoking gun" (pistola fumegante, em português), a posição de Nixon tornou-se insustentável. Em sua autobiografia A Time to Heal, Ford escreveu sobre uma reunião que teve com Alexander Haig antes da renúncia de Nixon. Haig estava explicando o que ele e a equipe de Nixon pensavam serem as únicas opções de Nixon: ele poderia tentar escapar do impeachment e lutar contra a condenação no Senado, ou renunciar. Suas opções de renúncia incluíam adiá-la até mais adiante no processo de impeachment, tentar se contentar com uma votação de censura no Congresso, ou se perdoar e então renunciar. Haig disse para Ford que alguns membros da equipe de Nixon sugeriram que o presidente concordaria em renunciar em troca de um acordo no qual Ford o perdoaria.
Haig enfatizou que essas não eram suas sugestões. Ele não identificou os membros da equipe e deixou claro que não estava recomendando nenhuma opção sobre a outra. O que ele queria saber era se minha avaliação geral da situação concordava ou não com a dele. Em seguida, perguntou se eu tinha alguma sugestão quanto aos cursos de ações para o presidente. Eu não achava que seria apropriado fazer qualquer recomendação, e eu disse isso a ele.
—Gerald Ford, A Time to Heal
Ford mais tarde decidiu perdoar Nixon por outras razões, principalmente a amizade que ele e Nixon compartilhavam.
Após Nixon renunciar em 9 de agosto de 1974, ele e a família retornaram para sua casa, chamada de La Casa Pacifica, localizada em San Clemente, Califórnia. De acordo com seu biógrafo, Jonathan Aitken, após sua renúncia, "Nixon era uma alma em tormento". O Congresso financiou os custos da transição de Nixon, incluindo algumas despesas salariais, embora reduzindo a apropriação de US$ 850 000 para US$ 200 000. Com alguns de seus funcionários ainda com ele, Nixon estava em sua mesa às 7 da manhã—com pouco a fazer. Seu ex-secretário de imprensa, Ron Ziegler, sentou-se com ele sozinho durante horas por dia.
A renúncia de Nixon não pôs fim ao desejo de muitos de vê-lo punido. A Casa Branca de Ford considerou um perdão presidencial para Nixon, embora fosse impopular no país. Nixon, contatado pelos emissários de Ford, inicialmente relutou em aceitar o perdão, mas concordou em fazê-lo. Ford, no entanto, insistiu em uma declaração de contrição; Nixon sentiu que não tinha cometido nenhum crime e não deveria ter que emitir tal documento. Ford finalmente concordou e, em 8 de setembro de 1974, concedeu a Nixon um "perdão total, livre e absoluto", que terminou com qualquer possibilidade de uma acusação. Nixon então emitiu uma declaração:
Eu estava errado em não agir de forma mais decisiva e mais direta ao lidar com Watergate, particularmente quando chegou ao estágio do processo judicial e passou de um escândalo político para uma tragédia nacional. Nenhuma palavra pode descrever a profundidade de meu arrependimento e dor diante a angústia que meus erros sobre Watergate causaram à nação e à presidência, uma nação que eu tanto amo e uma instituição que eu respeito muito.

## Resposta do público

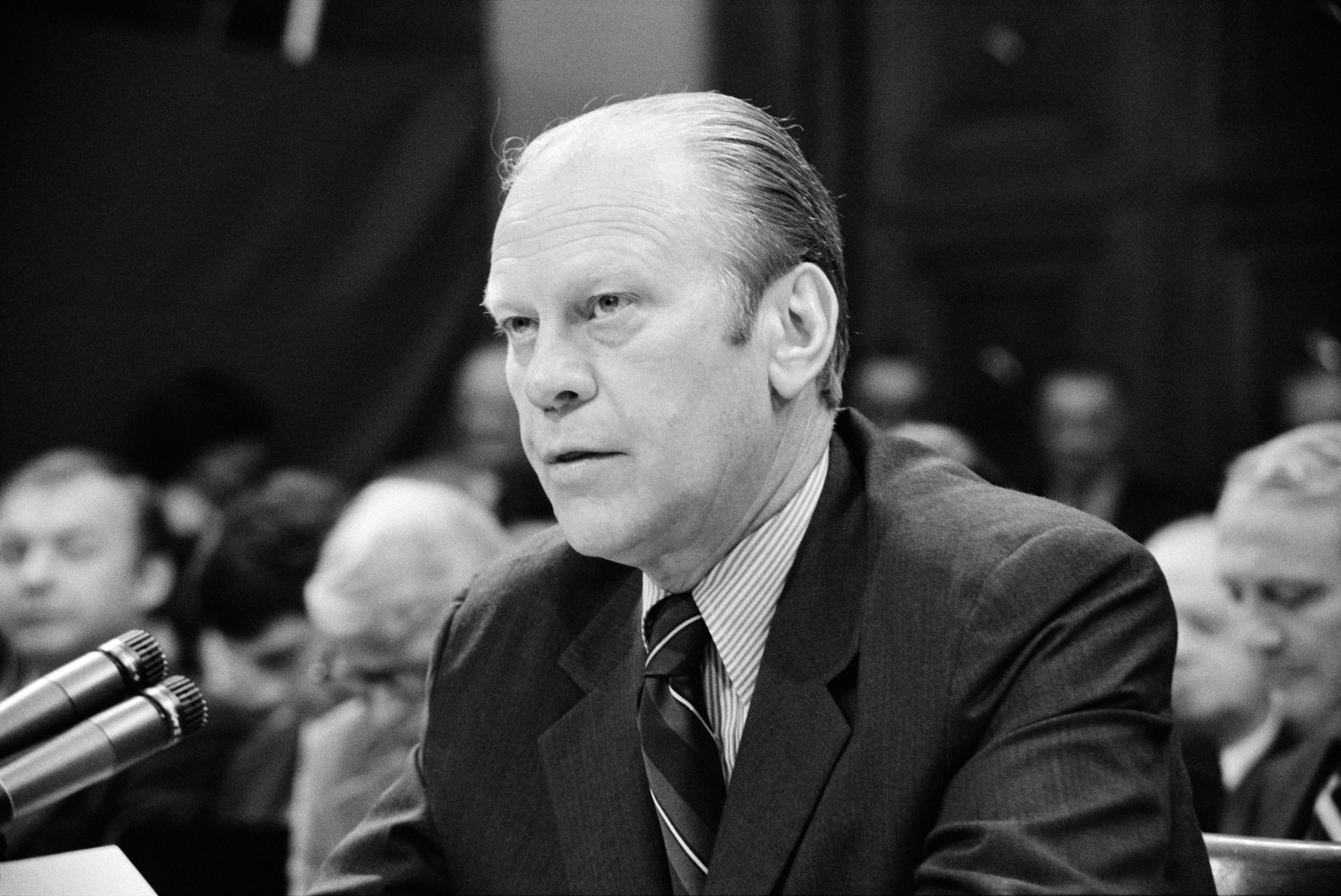
Ford testemunhando perante o Comitê Judiciário da Câmara dos Representantes, em 17 de outubro de 1974.

O perdão de Nixon foi um momento crucial na presidência de Ford. Os historiadores acreditam que a controvérsia foi uma das principais razões pelas quais Ford perdeu a eleição presidencial em 1976, uma observação com a qual a Ford concordou. Em um editorial na época, o The New York Times declarou que o perdão de Nixon era um "ato profundamente insensato, divisivo e injusto" que destruiu a "credibilidade do novo presidente como um homem de juízo, franqueza e competência." Alegações de um acordo secreto feito com Ford, prometendo um perdão em troca da renúncia de Nixon, levaram o novo presidente a testemunhar diante do Comitê Judiciário da Câmara em 17 de outubro de 1974. Ele foi o primeiro presidente no exercício de suas funções a testemunhar perante a Câmara dos Representantes desde Abraham Lincoln. O índice de aprovação de Ford caiu de 71 por cento para 50 por cento após o perdão.

## Consequências

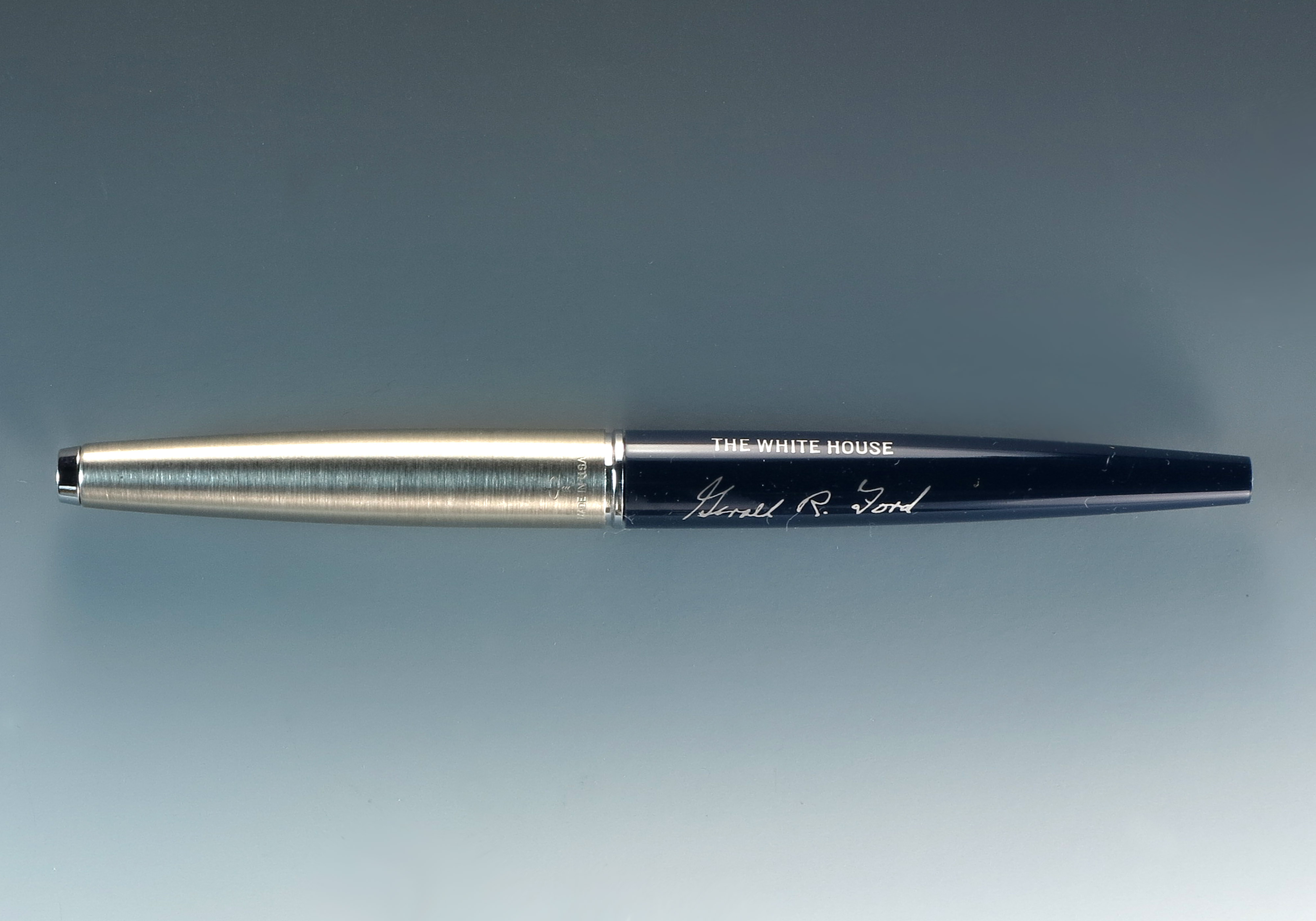
A caneta usada pelo presidente Ford para assinar o perdão de Nixon.

Com a renúncia do presidente Nixon, o Congresso desistiu de seu processo de impeachment contra ele. O processo criminal, no entanto, ainda era uma possibilidade tanto no nível federal quanto no estadual.
Em outubro de 1974, Nixon ficou doente com tromboflebite, uma inflamação das paredes de uma veia. Avisado por seus médicos que poderia ser operado ou morrer, um relutante Nixon escolheu a cirurgia, e o presidente Ford visitou-o no hospital. Nixon estava sob intimação para o julgamento de três de seus ex-assessores — John Dean, H. R. Haldeman e John Ehrlichman — e o The Washington Post, descrendo de sua doença, imprimiu uma caricatura mostrando Nixon com um molde no "pé errado". O juiz John Sirica dispensou a presença de Nixon apesar das objeções dos réus. O Congresso instruiu Ford a reter os papéis presidenciais de Nixon — começando uma batalha legal sobre os documentos que fora vencida pelo ex-presidente e seu acervo. Nixon estava no hospital quando as eleições de meio-mandato de 1974 foram realizadas, e o Watergate e o perdão presidencial foram fatores que contribuíram para a perda republicana de 43 cadeiras na Câmara e três no Senado.
Depois que Ford deixou a Casa Branca em 1977, o ex-presidente justificou de forma privada seu perdão a Nixon carregando em sua carteira uma parte do texto de Burdick vs. Estados Unidos, uma decisão de 1915 da Suprema Corte que sugeria que um perdão acarretava uma imputação de culpa e que a aceitação trazia uma confissão de culpa. Em 2001, a Biblioteca e Museu Presidencial John F. Kennedy concedeu o Prêmio Perfil de Coragem a Ford por seu perdão de Nixon. Ao apresentar o prêmio a Ford, o senador Ted Kennedy disse que inicialmente se opusera ao perdão de Nixon, mas depois afirmou que a história provou que Ford havia tomado a decisão correta.